# Ghigliottina volante
La ghigliottina volante (Xuèdī zǐ in cinese, letteralmente "Sangue-gocciolatore") era una leggendaria antica arma da lancio cinese  dell'epoca dell'imperatore Yongzheng (1678-1723), molto utile nelle uccisioni furtive.
L'esistenza di questa arma è improbabile e mai dimostrata.

## Costruzione
Era simile a un cappello tipico cinese, a cui era legata una catena che azionava le lame fissate attorno a un collare che scendeva intorno al collo della vittima per mezzo di un drappo rosso che copriva il volto della vittima che scendeva a sua volta dalla parte a forma di cappello che stava sul capo della vittima.
Non esiste ad oggi nessuna conferma che la ghigliottina sia realmente esistita. Era troppo pesante e troppo lenta da poter utilizzare su bersagli coscienti. L'unica vera efficacia l'avrebbe potuta avere se fosse stata "calata dall'alto" furtivamente sul capo della vittima. Comunque, nessuno ha mai dimostrato che sia esistita. Gli stessi cinesi la indicano come una leggenda attribuita all'esercito della morte dell'imperatore, i ninja.